# Населення Західного берега річки Йордан
Населення Західного берега річки Йордан. Чисельність населення даної частини Палестинської держави 2015 року становила 2,785 млн осіб тільки палестинців (142-ге місце у світі). Приблизно 371 тис. громадян Ізраїлю оселились на території Західного берега й 210 тис. мешкають в Східному Єрусалимі. Чисельність палестинців стабільно збільшується, народжуваність 2015 року становила 22,99 ‰ (67-ме місце у світі), смертність — 3,5 ‰ (216-те місце у світі), природний приріст — 1,95 % (51-ше місце у світі) . 

## Природний рух

### Відтворення
Народжуваність на Західному березі річки Йордан, станом на 2015 рік, дорівнює 22,99 ‰ (67-ме місце у світі). Коефіцієнт потенційної народжуваності 2015 року становив 2,76 дитини на одну жінку (66-те місце у світі). Рівень застосування контрацепції 52,5 % (станом на 2010 рік).
Смертність на Західному березі річки Йордан 2015 року становила 3,5 ‰ (216-те місце у світі).
Природний приріст населення у країні 2015 року становив 1,95 % (51-ше місце у світі).

### Вікова структура

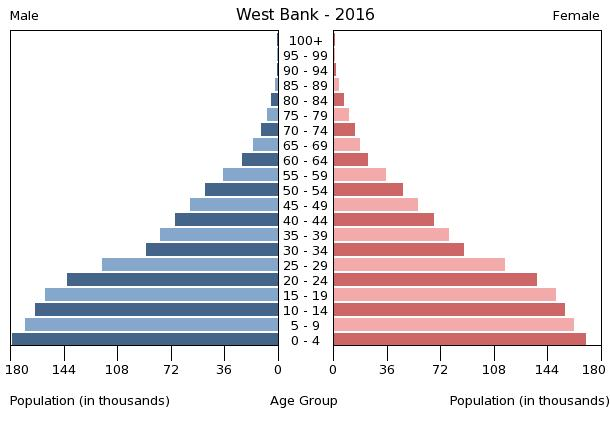
Віково-статева піраміда населення Західного берега річки Йордан, 2016 рік

Середній вік населення Західного берега річки Йордан становить 20,8 року (171-ше місце у світі): для чоловіків — 20,7, для жінок — 21 рік. Очікувана середня тривалість життя 2015 року становила 75,91 року (92-ге місце у світі), для чоловіків — 73,79 року, для жінок — 78,17 року.
Вікова структура населення Західного берега річки Йордан, станом на 2015 рік, виглядає таким чином:
- діти віком до 14 років — 33,09 % (473 108 чоловіків, 448 611 жінок);
- молодь віком 15—24 роки — 21,52 % (307 020 чоловіків, 292 465 жінок);
- дорослі віком 25—54 роки — 36,96 % (529 094 чоловіки, 500 375 жінок);
- особи передпохилого віку (55—64 роки) — 4,57 % (64 093 чоловіки, 63 289 жінок);
- особи похилого віку (65 років і старіші) — 3,85 % (45 303 чоловіки, 62 007 жінок)[1].

### Шлюбність— розлучуваність
Середній вік, коли чоловіки беруть перший шлюб, дорівнює 25,4 року, жінки — 20,1 року, загалом — 22,8 року (дані за 2010 рік).

## Розселення
Густота населення цієї території 2010 року становила 417,9 особи/км².

### Урбанізація
Палестинські території високоурбанізована країна. Рівень урбанізованості становить 75,3 % населення країни (станом на 2015 рік), темпи зростання частки міського населення — 2,81 % (оцінка трендів 2010—2015 років). Дані наведено для усіх палестинських територій.

### Міграції
Річний рівень еміграції 2015 року становив 0 ‰ (111-те місце у світі). Цей показник не враховує різниці між законними і незаконними мігрантами, між біженцями, трудовими мігрантами та іншими.

#### Біженці й вимушені переселенці
Станом на 2015 рік, у країні постійно перебуває 762,28 палестинських біженців. У той самий час у країні, станом на 2015 рік, налічується 221 тис. внутрішньо переміщених осіб під час ізраїльсько-палестинського конфлікту 2014 року.

## Расово-етнічний склад
| Етнічний склад (2015 рік) | Етнічний склад (2015 рік) | Етнічний склад (2015 рік) | Етнічний склад (2015 рік) | Етнічний склад (2015 рік) |
| ------------------------- | ------------------------- | ------------------------- | ------------------------- | ------------------------- |
| Етнос:                    |                           |                           | Відсоток:                 |                           |
| араби                     | араби                     |                           | 83%                       | 83%                       |
| євреї                     | євреї                     |                           | 17%                       | 17%                       |

Головні етноси країни: палестинські араби та інші — 83 %, євреї — 17 % населення.

## Мови
| Мови Західного берега річки Йордан (2015 рік) | Мови Західного берега річки Йордан (2015 рік) | Мови Західного берега річки Йордан (2015 рік) | Мови Західного берега річки Йордан (2015 рік) | Мови Західного берега річки Йордан (2015 рік) |
| --------------------------------------------- | --------------------------------------------- | --------------------------------------------- | --------------------------------------------- | --------------------------------------------- |
| Мова:                                         |                                               |                                               | Відсоток:                                     |                                               |
| арабська                                      | арабська                                      |                                               | %                                             | %                                             |
| іврит                                         | іврит                                         |                                               | %                                             | %                                             |
| англійська                                    | англійська                                    |                                               | %                                             | %                                             |

Офіційна мова: арабська. Інші поширені мови: іврит (розмовляє велика кількість арабів, розуміють усі), англійська.

## Релігії
| Релігії в Західному березі Йордану (2015 рік) | Релігії в Західному березі Йордану (2015 рік) | Релігії в Західному березі Йордану (2015 рік) | Релігії в Західному березі Йордану (2015 рік) | Релігії в Західному березі Йордану (2015 рік) |
| --------------------------------------------- | --------------------------------------------- | --------------------------------------------- | --------------------------------------------- | --------------------------------------------- |
| Віросповідання:                               |                                               |                                               | Відсоток:                                     |                                               |
| мусульмани                                    | мусульмани                                    |                                               | 85%                                           | 85%                                           |
| юдаїзм                                        | юдаїзм                                        |                                               | 14%                                           | 14%                                           |
| християни                                     | християни                                     |                                               | 2.5%                                          | 2.5%                                          |
| агностики                                     | агностики                                     |                                               | 1%                                            | 1%                                            |

Головні релігії й вірування, які сповідує, і конфесії та церковні організації, до яких відносить себе населення країни: іслам — 80—85 % (переважно сунізм), юдаїзм — 12-14 %, грецьке православ'я та інше християнство — 1-2,5 %, інші та не визначились — 1 % (станом на 2012 рік). Значне зменшення частки християнського населення в Палестині викликане переважно стрімким зростанням показників народжуваності серед мусульман і його падінням серед християн.

## Освіта
Рівень письменності 2015 року становив 96,5 % дорослого населення (віком від 15 років): 98,4 % — серед чоловіків, 94,5 % — серед жінок. Дані для усіх палестинських територій. Середня тривалість освіти становить 13 років, для хлопців — до 12 років, для дівчат — до 14 років (станом на 2014 рік).

## Охорона здоров'я
Забезпеченість лікарями в країні на рівні 1,3 лікаря на 1000 мешканців (станом на 2013 рік). Забезпеченість лікарняними ліжками в стаціонарах — 1,2 ліжка на 1000 мешканців (станом на 2010 рік).
Смертність немовлят до 1 року, станом на 2015 рік, становила 13,08 ‰ (115-те місце у світі); хлопчиків — 14,7 ‰, дівчаток — 11,37 ‰. Рівень материнської смертності 2015 року становив 45 випадків на 100 тис. народжень (95-те місце у світі).

### Захворювання
Кількість хворих на СНІД невідома, дані про відсоток інфікованого населення в репродуктивному віці 15—49 років відсутні. Дані про кількість смертей від цієї хвороби за 2014 рік відсутні.

### Санітарія
Доступ до облаштованих джерел питної води 2015 року мало 50,7 % населення в містах і 81,5 % у сільській місцевості; загалом 58,4 % населення країни (узагальнені дані по всіх палестинських територіях). Відсоток забезпеченості населення доступом до облаштованого водовідведення (каналізація, септик): в містах — 93 %, в сільській місцевості — 90,2 %, загалом по країні — 92,3 % (станом на 2015 рік для усіх палестинських територій).

## Соціально-економічне становище
Співвідношення осіб, що в економічному плані залежать від інших, до осіб працездатного віку (15—64 роки) загалом становить 76 % (станом на 2015 рік): частка дітей — 70,8 %; частка осіб похилого віку — 5,2 %, або 19,2 % потенційно працездатного на 1 пенсіонера. Загалом ці показники характеризують рівень потреби державної допомоги в секторах освіти, охорони здоров'я та пенсійного забезпечення, відповідно. За межею бідності 2011 року перебувало 18 % населення країни. Розподіл доходів домогосподарств у Палестині виглядає таким чином: нижній дециль — 3,2 %, верхній дециль — 28,2 % (станом на 2009 рік).
Станом на 2012 рік, у країні 80,9 тис. осіб не має доступу до електромереж; 98 % населення має доступ, у містах цей показник дорівнює 99 %, у сільській місцевості — 93 %. Рівень проникнення інтернет-технологій високий. Станом на липень 2015 року в країні налічувалось 2,67 млн унікальних інтернет-користувачів, що становило 57,4 % загальної кількості населення палестинських територій (112-те місце у світі).

### Трудові ресурси
Загальні трудові ресурси 2015 року становили 828,0 тис. осіб (без Сектора Газа) (148-ме місце у світі). Зайнятість економічно активного населення у господарстві країни розподіляється таким чином: аграрне, лісове і рибне господарства — 11,5 %; промисловість і будівництво — 34,4 %; сфера послуг — 54,1 % (станом на 2013 рік). Безробіття 2014 року дорівнювало 17,7 % працездатного населення, 2013 року (163-тє місце у світі); серед молоді у віці 15—24 років ця частка становила 41 %, серед юнаків — 37 %, серед дівчат — 64,7 % (15-те місце у світі).

## Кримінал

### Торгівля людьми
Згідно зі щорічною доповіддю про торгівлю людьми (англ. Trafficking in Persons Report) Управління з моніторингу та боротьби з торгівлею людьми Державного департаменту США, уряд Палестинської держави докладає значних зусиль у боротьбі з явищем примусової праці, сексуальної експлуатації, незаконною торгівлею внутрішніми органами, але законодавство відповідає мінімальним вимогам американського закону 2000 року щодо захисту жертв (англ. Trafficking Victims Protection Act's) не повною мірою, країна перебуває у списку другого рівня.

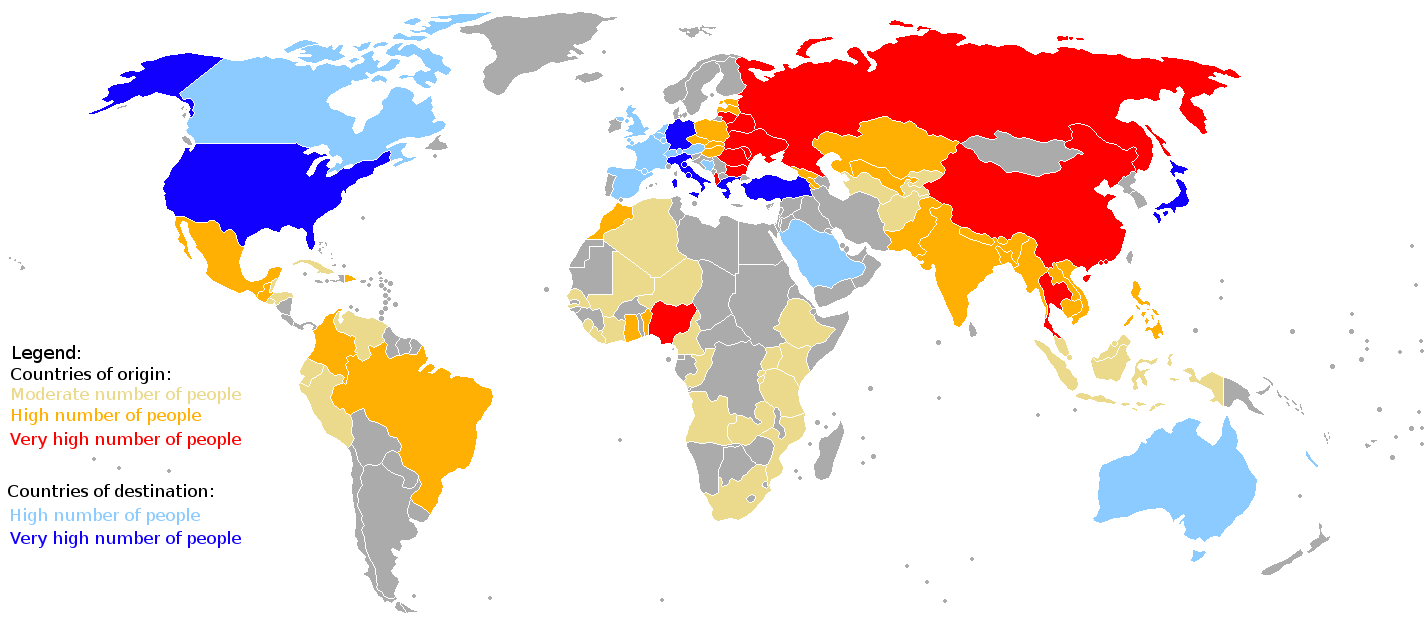
Країни-донори (червоний) і країни-реципієнти кримінальних потоків  (англ.)
Глобальна боротьба з торгівлею людьми (англ.)

## Гендерний стан
Статеве співвідношення (оцінка 2015 року):
- при народженні — 1,06 особи чоловічої статі на 1 особу жіночої;
- у віці до 14 років — 1,06 особи чоловічої статі на 1 особу жіночої;
- у віці 15—24 років — 1,05 особи чоловічої статі на 1 особу жіночої;
- у віці 25—54 років — 1,06 особи чоловічої статі на 1 особу жіночої;
- у віці 55—64 років — 1,01 особи чоловічої статі на 1 особу жіночої;
- у віці за 64 роки — 0,73 особи чоловічої статі на 1 особу жіночої;
- загалом — 1,04 особи чоловічої статі на 1 особу жіночої[1].

## Демографічні дослідження
Демографічні дослідження у країні ведуться рядом державних і наукових установ:

### Українською
- Атлас. 10—11 клас. Економічна і соціальна географія світу / упорядники :  О. Я. Скуратович, Н. І. Чанцева. — К. : ДНВП «Картографія», 2010. — ISBN 978-966-475-639-3.
- Атлас світу / голов. ред. І. С. Руденко ; зав. ред. В. В. Радченко ; відп. ред. О. В. Вакуленко. — К. : ДНВП «Картографія», 2005. — 336 с. — ISBN 9666315467.
- Безуглий В. В. Економічна і соціальна географія зарубіжних країн : Навчальний посібник. — К. : ВЦ «Академія», 2007. — 704 с. — ISBN 978-966-580-239-6.
- Безуглий В. В., Козинець С. В. Регіональна економічна і соціальна географія світу : Навчальний посібник. — видання 2-ге, доп., перероб. — К. : ВЦ «Академія», 2007. — 688 с. — ISBN 966-580-144-9.
- Головченко В. І., Кравчук О. Країнознавство: Азія, Африка, Латинська Америка, Австралія і Океанія. — К., 2006. — 335 с. — ISBN 966-8939-04-2.
- Гудзеляк І. І. Географія населення: Навчальний посібник / І. Гудзеляк. — Л. : Видавничий центр ЛНУ імені Івана Франка, 2008. — 232 с. — ISBN 978-966-613-599-8.
- Дахно І. І. Країни світу: Енциклопедичний довідник / І. І. Дахно, С. М. Тимофієв. — К. : Мапа, 2011. — 606 с. — (Бібліотека нового українця) — ISBN 978-966-8804-23-6.
- Дахно І. І. Економічна географія зарубіжних країн : навчальний посібник. — К. : Центр учбової літератури, 2014. — 319 с. — ISBN 978-611-01-0682-5.
- Джаман В. О. Регіональні системи розселення: демографічні аспекти. — Чернівці : Рута, 2003. — 392 с. — ISBN 9665685988.
- Дорошенко Л. С. Демографія: Навчальний посібник. — К. : МАУП, 2005. — 112 с. — ISBN 966-608-442-2.
- Дубович І. А. Країнознавчий словник-довідник. — 5-те вид., перероб. і доп. — К. : Знання, 2008. — 839 с. — ISBN 978-966-346-330-8.
- Економічна і соціальна географія країн світу. Навчальний посібник / За ред. Кузика С. П. — Л. : Світ, 2002. — 672 с. — ISBN 966-603-178-7.
- Загальна медична географія світу / В. О. Шевченко [та ін.] — К. : [б.в.], 1998. — 178 с.
- Ігнатьєв П. М. Країнознавство: Країни Азії. — Ч. : Книги-XXI, 2004. — 383 с. — ISBN 966-8029-53-4.
- Книш М. М., Мамчур О. І. Регіональна економічна і соціальна географія світу (Латинська Америка та Карибські країни, Африка, Азія, Океанія) : навч. посіб. — Л. : ЛНУ ім. Івана Франка, 2013. — 368 с. — ISBN 978-617-10-0007-0.
- Крисаченко В. С. Динаміка населення: Популяційні, етнічні та глобальні виміри. — К. : Видавництво Національного інституту стратегічних досліджень, 2005. — 368 с. — ISBN 966-554-083-1.
- Любіцева О. О., Мезенцев К. В., Павлов С. В. Географія релігій. — К. : АртЕК, 1999. — 504 с. — ISBN 966-505-006-0.
- Масляк П. О. Країнознавство. — К. : Знання, 2007. — 292 с. — (Вища освіта XXI століття)
- Масляк П. О., Дахно І. І. Економічна і соціальна географія світу / П. О. Масляк, І. І. Дахно ; за ред. П. О. Масляка. — К. : Вежа, 2003. — 280 с. — ISBN 966-7091-53-8.

### Російською
- (рос.) Израиль // Демографический энциклопедический словарь / главн. ред. Валентей Д. И. — М. : Советская энциклопедия, 1985. — 608 с.
- (рос.) Израиль // Страны и народы. Зарубежная Азия. Общий обзор. Юго-Западная Азия / Редкол. : Н. И. Прошин (отв. ред.), И. А. Дементьев и др. — М. : «Мысль», 1979. — 381 с. — (Страны и народы) — 180 тис. прим.
- (рос.) Атлас народов мира / Отв. ред. С. И. Брук и В. С. Апенченко. — М. : ГУГК ГГК СССР и Институт этнографии им. Н. Н. Миклухо-Маклая АН СССР, 1964. — 185 с. — 20 тис. прим.
- (рос.) Численность и расселение народов мира. Этнографические очерки / под ред. С. И. Брука. — М. : Издательство АН СССР, 1962. — 487 с.
- (рос.) Лаппо Г. М. География городов: Учебное пособие для географических факультетов вузов. — М. : Туманит, изд. центр ВЛАДОС, 1997. — 476 с. — ISBN 5-691-00047-0.
- (рос.) Ягельский А. География населения. — М. : Прогресс, 1980. — 383 с.